# 大斜方立方體
大斜方立方體（great rhombicube），又稱大斜方六面体（great rhombihexahedron）是一種非凸均勻多面體，由18個面、48條邊和24個頂點組成。其外觀與大立方截半立方體相近，差別在於大立方截半立方體的八個角落的凹陷處以及凹二面角在大斜方立方體中變為更深的凹陷坑洞:158，其對偶多面體為反平行四邊形二十四面體。

## 歷史
大斜方立方體最早出現在1881年由亞伯特·巴杜羅（Albert Badoureau）描述的6種半擬正多面體（Versi-Quasi-Regular Polyhedra）中。後來又被考克斯特和米勒於1930年到1932年間發現並命名。

## 性質
大斜方立方體共由18個面、48條邊和24個頂點組成。在其18個面中有12個正方形和6個八角星面。其中這些面來可以進一步地分成6個正方形面（施萊夫利符號：{4}）、6個反向相接的正方形（施萊夫利符號：{4/3}）、3個八角星（施萊夫利符號：{8/3}）以及3個反向相接的八角星（施萊夫利符號：{8/5}）。大斜方立方體亦具備點可遞的特性，這意味著，這立體上的任意兩個頂角A和B，透過旋轉或鏡射這個立體，使A移動到B原來的位置時，其頂角以及其二面角仍然佔據了相同的空間區域，換句話說，及這是一個等角立體，並具有交叉梯形的頂點圖，其每個頂點都是2個正方形和2個八角星的公共頂點，在頂點布局中可以用4, 8/3, 4/3, 8/5來表示。
大斜方立方體有兩種二面角，分別為45度和90度，這兩種二面角所對應的稜各24條。

### 頂點座標
若大斜方立方體邊長為單位長，且幾何中心位於原點，則其頂點座標為{\displaystyle \left(\pm {\frac {1}{2}},\,\pm {\frac {1}{2}},\,\pm {\frac {{\sqrt {2}}-1}{2}}\right)}的全排列。

### 二面角
大斜方立方體共有2種二面角，這兩種二面角皆為正方形與八角星稜的交角。這兩種二面角分別為有24個直角和24個45度角。若找一個立方體，讓立方體六個面與大斜方立方體的六個八角星面平行，則這個大斜方立方體靠近立方體稜中央附近的二面角為直角，其餘二面角為45度角。更精確地說，所有大斜方立方體位於偽三角形（pseudo {3}）的二面角為直角；位於偽四邊形（pseudo {4}）的二面角為45度角。

### 定向性
大斜方立方體的表面是一個不可定向的曲面，即無法定義表面上特定點屬於內部或外部，因為任何點都可以在不打洞的情況下經由表面找到一個路徑連接該點對應的背面的位置，這個特性與克萊因瓶類似。

## 相關多面體
大斜方立方體與截角立方體共用相同的頂點布局。其亦與非凸大斜方立方八面體和大立方截半立方體有著相同的稜布局。
| 截角立方體 | 非凸大斜方立方八面體 | 大立方截半立方體 | 大斜方六面體 |

### 對偶多面體

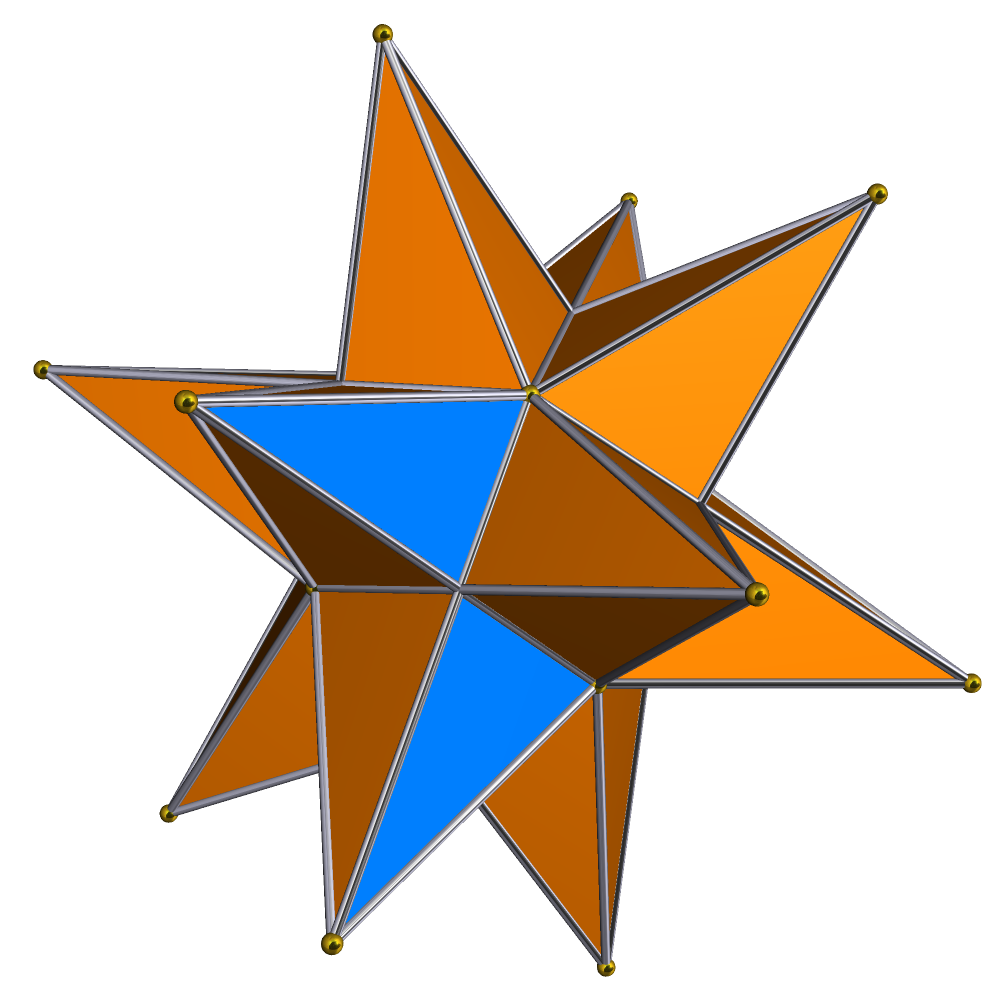
大斜方立方體的對偶多面體

大斜方立方體由18個面、48條邊和24個頂點組成，因此對應的對偶多面體之面的幾何中心將會對應到原始多面體的頂點，也就是說大斜方立方體的對偶多面體為一種二十四面體。這種二十四面體由24個全等的反平行四邊形組成，共有24個面、48條邊和18個頂點。